# Cephalops deminitens
Cephalops deminitens är en tvåvingeart som först beskrevs av Hardy 1966.  Cephalops deminitens ingår i släktet Cephalops och familjen ögonflugor.
Artens utbredningsområde är Nepal. Inga underarter finns listade i Catalogue of Life.